# Onondaga (U-Boot)
Die Onondaga, auch HMCS Onondaga (Kennung: S73), war ein U-Boot der Oberon-Klasse der kanadischen Marine das zwischen 1967 und 2000 in Dienst stand und heute als Museumsschiff dient.

## Planung und Bau
Die spätere Onondaga wurde am 18. Juni 1964 bei der britischen Marinewerft im englischen Chatham auf Kiel gelegt. Der Stapellauf erfolgte am 25. September 1965 und die Indienststellung 22. Juni 1967. Sie war eines von drei U-Booten der britischen Oberon-Klasse, die zum Einsatz im Atlantik für die kanadische Marine gebaut wurden.
Onondaga wurde den atlantischen Seestreitkräfte als Teil des First Canadian Submarine Squadron zugeteilt und diente fast ihre gesamte Karriere im Nordatlantik. Onondaga verbrachte Zeit mit der Ausbildung bei der Royal Navy, nachdem in den 1960er Jahren ein Austauschprogramm eingeführt worden war, bei dem U-Boote sowohl der Royal Navy als auch der Royal Canadian Navy Zeit mit den Streitkräften des jeweils anderen verbrachten. Dies ermöglichte es kanadischen U-Booten, an nachrichtendienstlichen Missionen teilzunehmen. Ab den 1970er Jahren begann Kanada mit Unterwasserüberwachungspatrouillen im westlichen Atlantik, um sowjetische U-Boote und Schiffe der Überwasserflotte zu verfolgen, insbesondere die U-Boote mit ballistischen Raketen, normalerweise zusammen mit einem Patrouillenflugzeug vom Typ Canadair CL-28 oder Lockheed CP-140.
Onondoga traf am 18. Januar 1982 in HMC Dockyard in Halifax ein, um dort für ihre SOUP-Umrüstung vorbereitet zu werden. Die Umrüstung begann am 25. Juni 1983 und wurde am 27. April 1984 abgeschlossen. Nach der SOUP-Umrüstung und der Einführung der Mark 48-Torpedos galten die Oberons als voll einsatzfähig und zählten im Allied Maritime Command (MARCOM) genauso wie andere offensive Flotteneinheiten.
Nach dem Ende des Kalten Krieges erhielten die Oberons neue Aufgaben. Sie führten zwischen 1991 und 1994 Patrouillen im Auftrag von Bundesbehörden wie dem Department of Fisheries and Oceans und dem Solicitor General of Canada durch. Im Jahr 1994 war das U-Boot sechs Monate lang an der Westküste im Einsatz. Die Verzögerung bei der Einführung der U-Boote der Upholder-Klasse führte dazu, dass die Oberons über ihre Lebenserwartung hinaus arbeiteten. Während des Buttkriegs wurden die Oberons mit der Überwachung der europäischen Fischereiflotten vor der Neufundlandbank beauftragt. Ihre Präsenz diente in der eskalierenden Krise als Abschreckung.

## Technik
→ Hauptartikel: Oberon-Klasse
Die U-Boote der Oberon-Klasse galten als verbesserte Version der vorhergehenden U-Boote der Porpoise-Klasse, mit einem anderen Rahmen des Druckkörpers und einer Konstruktion aus hochwertigerem Stahl. Diese Konstruktionsunterschiede ermöglichten den Oberons eine größere Tauchtiefe von etwa 300 m.

### Rumpf
Die U-Boote verdrängten 2.030 Tonnen über Wasser und 2.410 Tonnen unter Wasser. Sie waren 89,922 m lang, 7,938 m breit und hatten einen Tiefgang von 5,5 Metern.

### Antrieb
Die Boote wurden von einem dieselelektrischen Zweiwellensystem angetrieben. Die Oberon waren mit zwei ASR 1 16-Zylinde -Dieselmotoren mit 3.680 PS (2.740 kW) und zwei English Electric-Motoren mit 6.000 PS (4.500 kW) ausgestattet. Dies ermöglichte den U-Booten eine maximale Überwassergeschwindigkeit von 12 Knoten (22 km/h; 14 mph) und eine Unterwassergeschwindigkeit von 17 Knoten (31 km/h; 20 mph). Die Boote hatten eine maximal Kapazität von 258 Tonnen Öl, was eine Reichweite von 9.000 Seemeilen (17.000 km; 10.000 Meilen) bei 12 Knoten ermöglichte.

### Bewaffnung
Das Modell war mit acht 21 Zoll (533 mm) großen Torpedorohren bewaffnet, sechs im Bug und zwei im Heck. Sie konnten 24 Nachlademagazine für insgesamt 30 Torpedos tragen. Kanadische Boote unterschieden sich vom ursprünglichen Modell dadurch, dass sie mit dem Mark-37-Torpedo ausgerüstet waren. Die vorderen Rohre enthielten die längere, drahtgelenkte Mod 2-Version und die hinteren Rohre die ungelenkte Mod 0-Version.

### Sonar
Die Oberons waren mit einem Aktiv-Passiv-Sonar vom Typ 187, einem Passiv-Sonar vom Typ 2007 und einem Sonar vom Typ 2019 ausgestattet.

## Herrichtung als Museumsboot

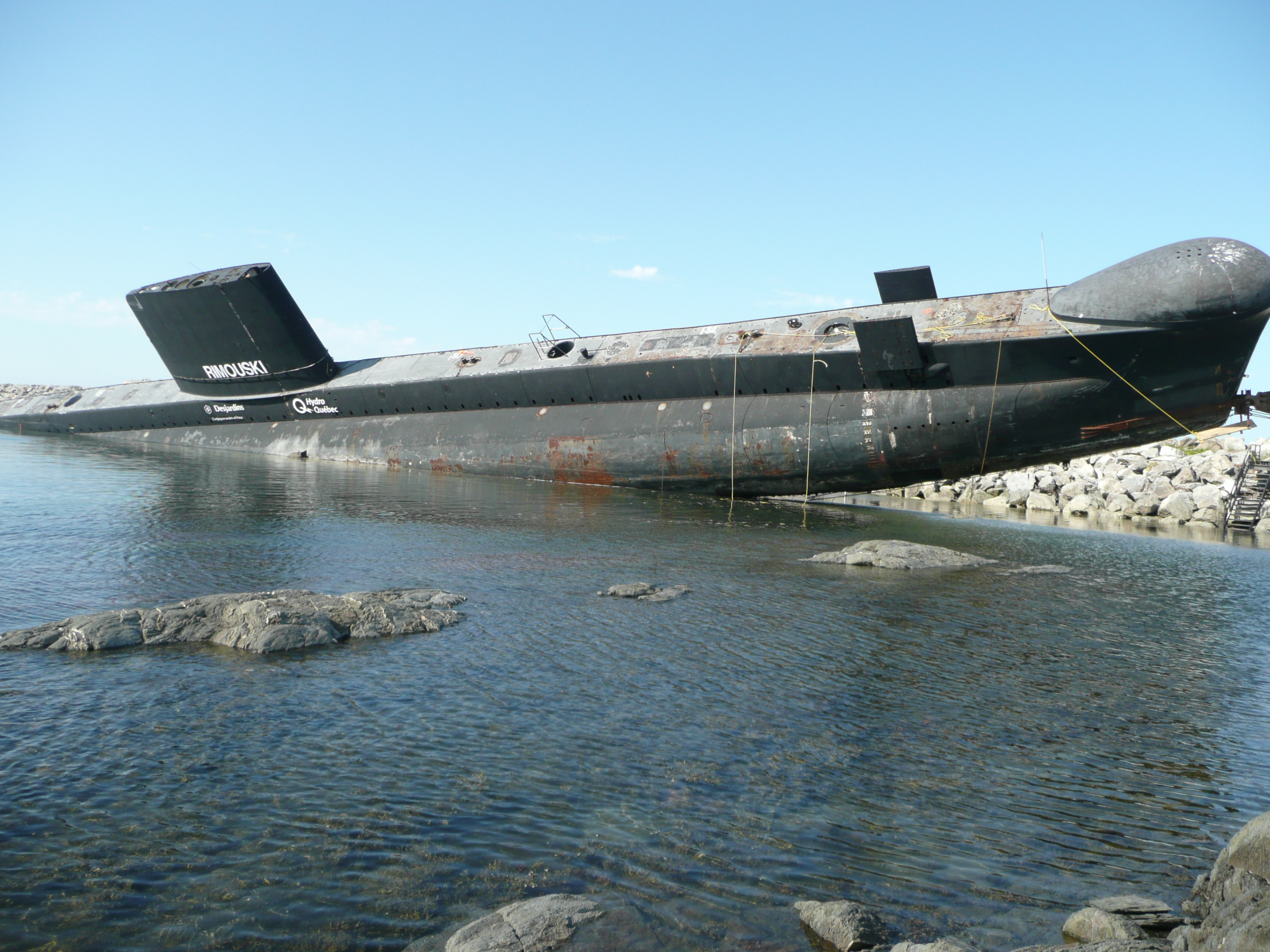
HMCS Onondaga, verursacht durch einen Fehler beim Transport zu Pointe-au-Père

Im Jahr 2001 war geplant, die Onondaga in Stücke zu schneiden und im Canadian War Museum wieder zusammenzusetzen. Dieser Plan wurde jedoch noch vor Jahresende wegen zu hoher Kosten aufgegeben. Im Mai 2005 gab der Halifax Chronicle-Herald bekannt, dass das Maritime Command die Onondaga zusammen mit drei anderen Canadian Oberons als Altmetall verkaufen solle. MARCOM gab an, dass die U-Boote nicht in einem geeigneten Zustand seien, um als Museumsschiffe eingesetzt zu werden, und prognostizierte, dass jedes U-Boot für 50.000 bis 60.000 kanadische Dollar verkauft werden würde.
Anstatt es zu verschrotten, wurde das U-Boot 2006 von der Site historique maritime de la Pointe-au-Père, Rimouski, gekauft um ein Museumsschiff zu werden. Das U-Boot wurde im Sommer 2008 von Halifax nach Rimouski geschleppt, auf eine provisorische Schiffsbahn verladen und dann an Land in seine endgültige Position gezogen. Um das U-Boot auf die Schiffsbahn zu bringen, war eine Flut von 4,6 m (15 ft) erforderlich, die nur während eines zweistündigen Zeitfensters am 2. August auftrat. Die Entfernung der Torpedos und Batterien nach der Außerdienststellung hatte die Verdrängung der Onondaga erheblich verringert. 180.000 Liter (40.000 imp gal; 48.000 US gal) Wasser mussten in die Ballasttanks gepumpt werden, bevor das U-Boot sicher geschleppt werden konnte. Der Schleppzug sollte ursprünglich am 9. Juli in Halifax ablegen, verzögerte sich jedoch aufgrund schlechten Wetters um zwei Tage. Eine der Schleppgeschirre riss, bevor der Schlepper und das U-Boot den Hafen verließen, was zu einer Verzögerung von einem halben Tag führte. Am 12. Juli mussten das U-Boot und der Schlepper über den Canso-Kanal ausweichen, um dem Hurrikan Bertha auszuweichen. Ein zweiter Schlepper wurde gerufen, um der Onondaga bei der Durchquerung der Schleusen zu helfen.
Beim zweiten Versuch gelang es Onondaga, die Hälfte aus dem Wasser zu ziehen, aber das U-Boot war nicht richtig auf die Stützstützen ausgerichtet. Als das Wasser über Nacht zurückging, rollte das U-Boot nach rechts und von der Bahn, wobei es mit der Außenhülle an einem nahe gelegenen Felsbrocken durchbohrt wurde. Nach einem dritten Versuch der auch scheiterde, erfolgte ein vierter und letzter Versuch wurde am 28. November unternommen, wobei das U-Boot erst am 30. November 2008, drei Monate nach Beginn der Transportarbeiten, an seinem endgültigen Standort an kam.
Der Transport und die Bergung von Onondaga aus dem Wasser wurden in der Folge „Supersize Submarine“ der Dokumentarserie Monster Moves gezeigt.
Nach Reparaturen und Renovierungen wurde Onondaga mit dem angeschlossenen Museum am 29. Mai 2009 als öffentlich zugängliches U-Boot eröffnet und verzeichnete im ersten Jahr über 100.000 Besucher.

## Galerie

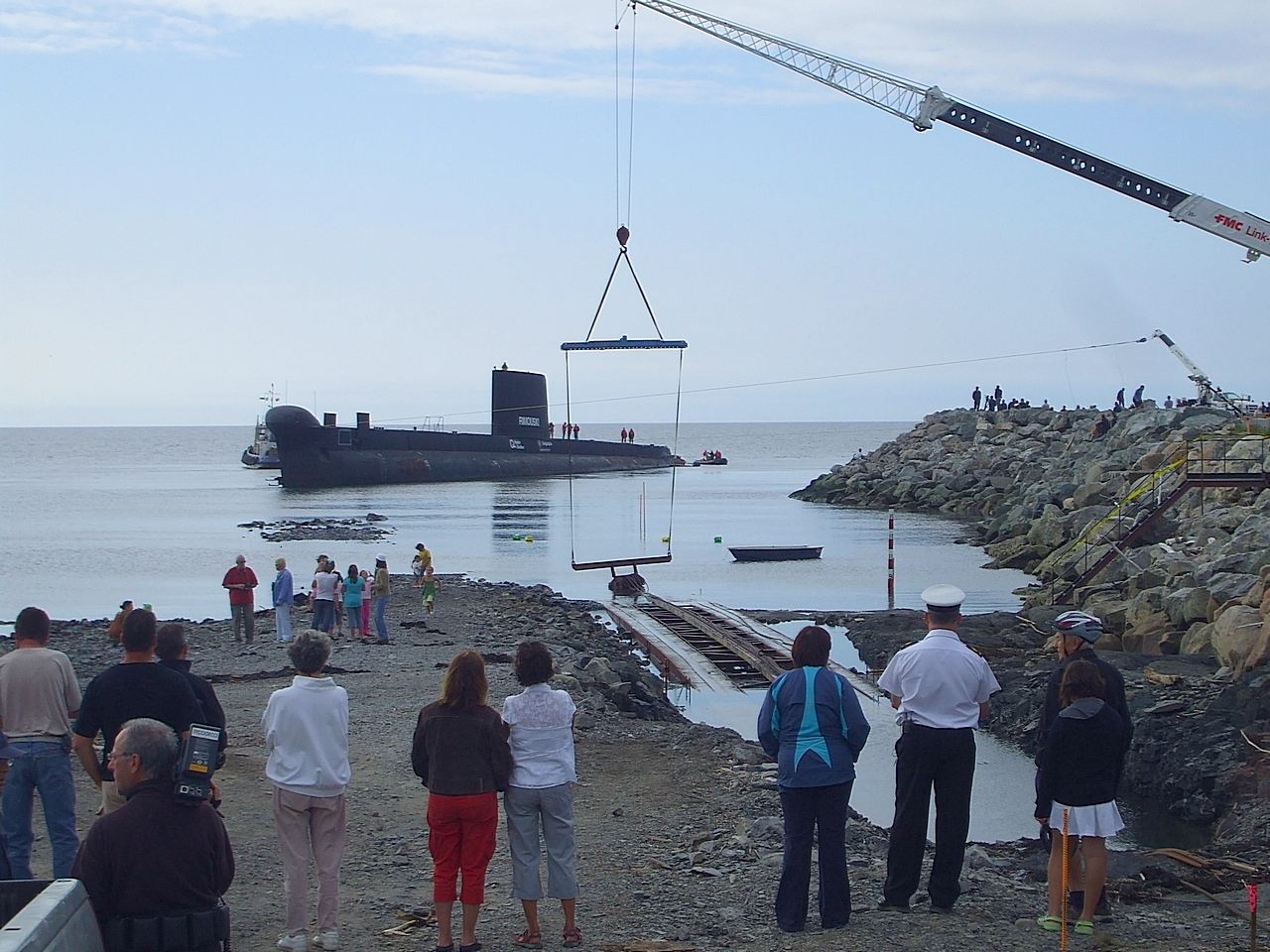
Vorbereitungen für den Transport des Onondaga zu seinem Ausstellungsort.
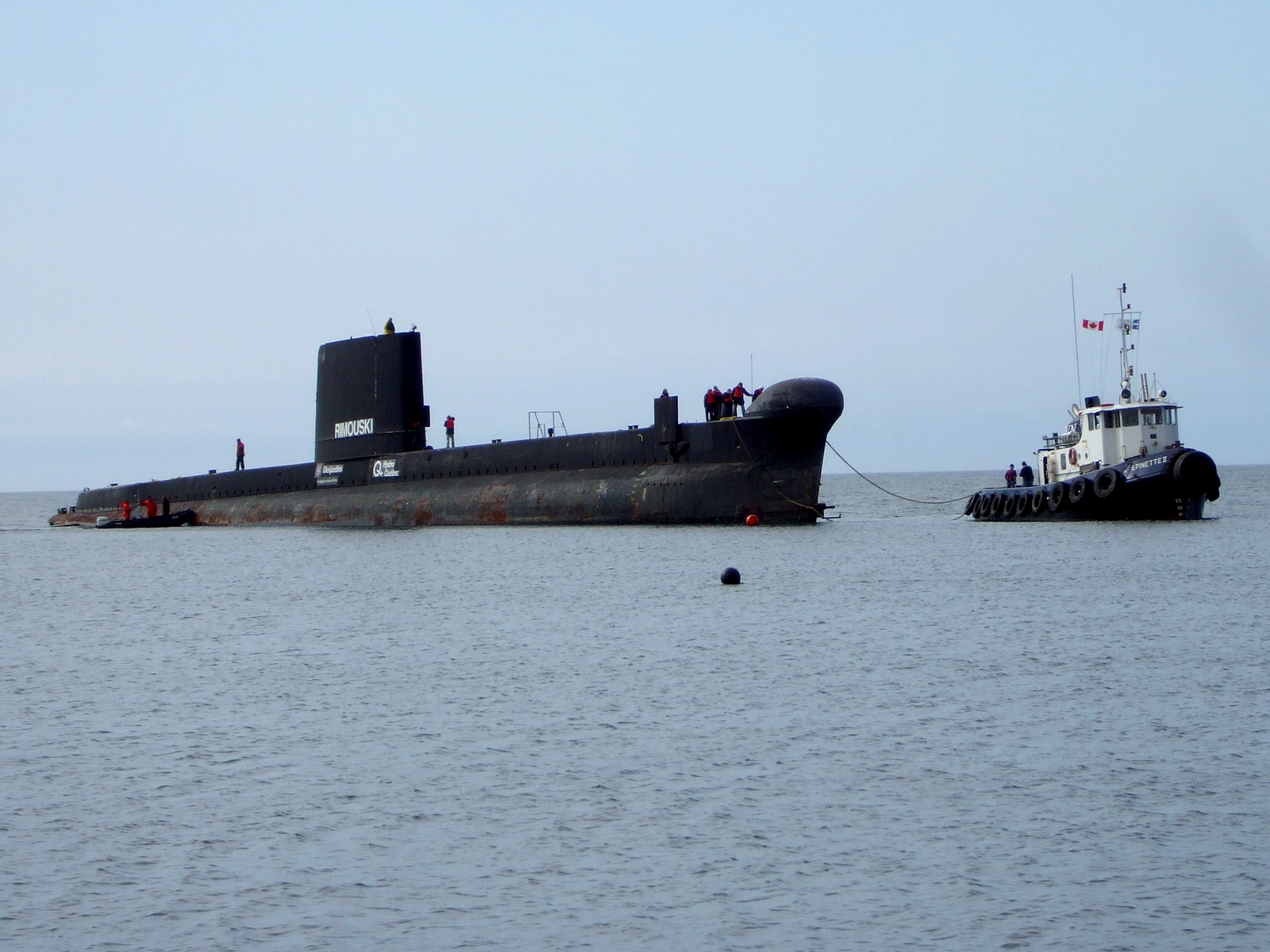
Die Onondaga bei ihrer Ankunft vor der Küste von Pointe-au-Père im Jahr 2008
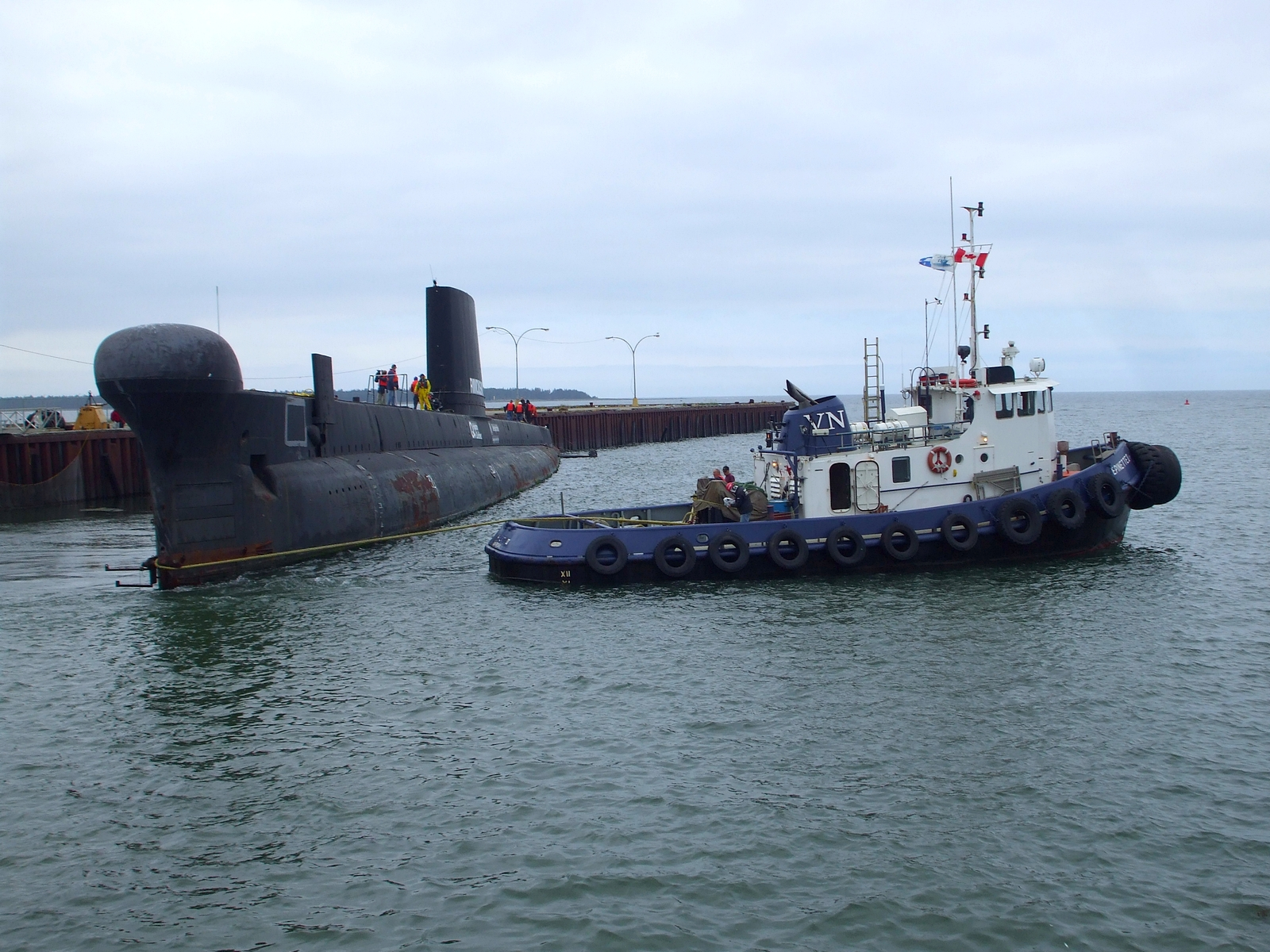
Die Onondaga wurde 2008 von Rimouski nach Pointe-au-Père geschleppt
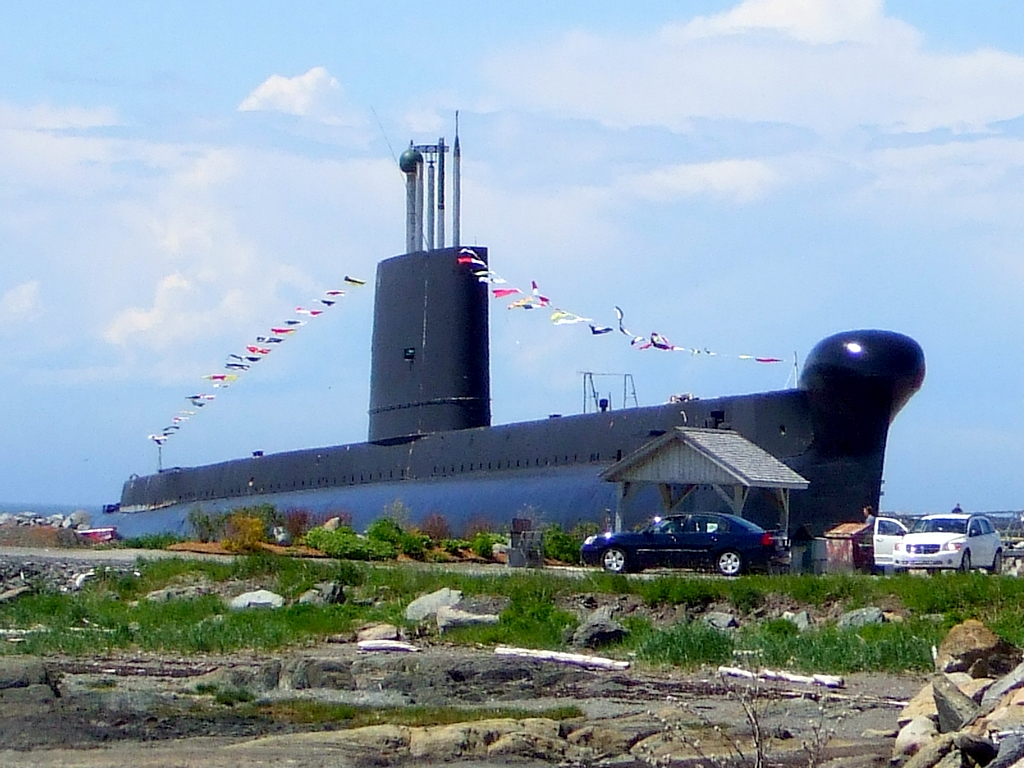
Das Museums-U-Boot HMCS Onondaga, ausgestellt im Jahr 2009
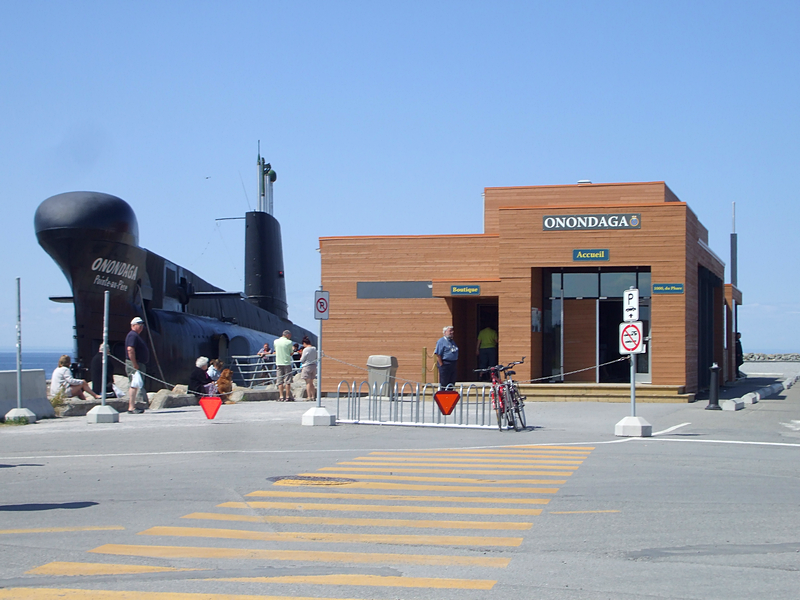
Das Onondaga und sein Empfangsgebäude wurden 2010 erweitert